# Brazal (armadura)

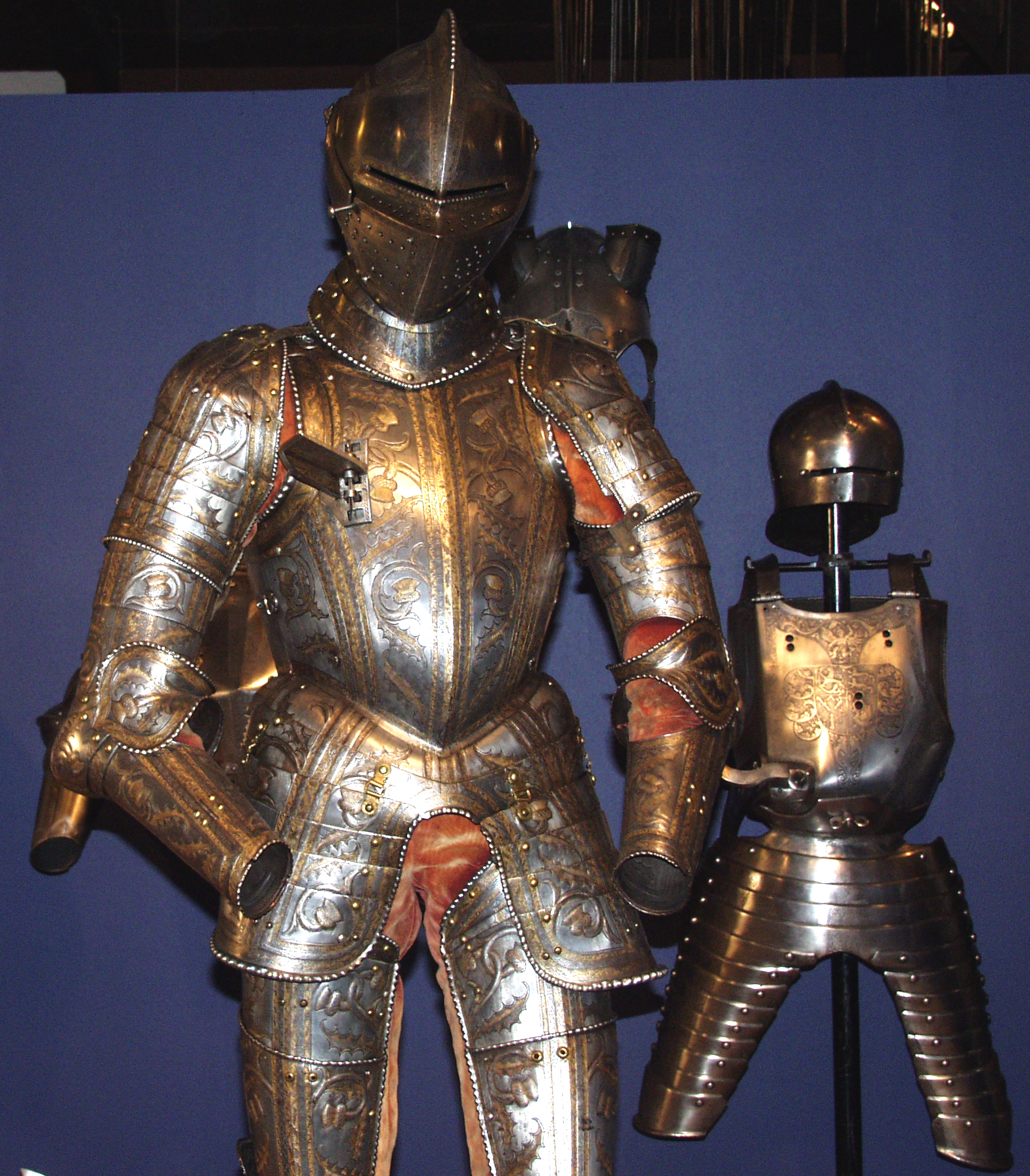

El brazal de una armadura o panoplia era la parte del arnés de placas que servía para cubrir las extremidades torácicas, desde el hombro hasta la mano.

## Partes
Se componían de tres partes:
- avambrazo, para proteger los antebrazos. (Cf. guardabrazo)
- codales, para proteger los codos.
- brazal propiamente dicho o bracil[cita requerida], para resguardar los brazos.
- mangas de malla: como el juego de las articulaciones obligaba a dejar escotaduras bastante pronunciadas en las sangrías de los brazos y en las axilas, que eran puntos débiles de la armadura, el caballero vestía para su defensa estas mangas. Después se corrigió este defecto con los cangrejos.

## Historia
Aunque en la Antigüedad se peleaba con el brazo desnudo, los gladiadores romanos ya usaron una especie de brazal llamado manica, consistente en una venda de tela o una tira de cuero que arrollaban al brazo derecho, ya que el izquierdo iba defendido por el escudo. Usaron también brazales de bronce (brachiales) que cubrían desde el codo a la muñeca.
Existe un brazal encontrado en Pompeya, adornado con relieves y anillas laterales que servían para sujetarlo al brazo por medio de correas.
En las lorigas de los legionarios romanos había una parte a modo de manga corta que hacía de brazal, cubriendo escasamente hasta la mitad del antebrazo. Esta manga siguió usándose en la Edad Media, pero de modo que cubría todo el brazo hasta la muñeca, hasta que con la invención de las armaduras de placas, se reemplazó con tiras de cuero hervido y acolchado, y después con los cangrejos.

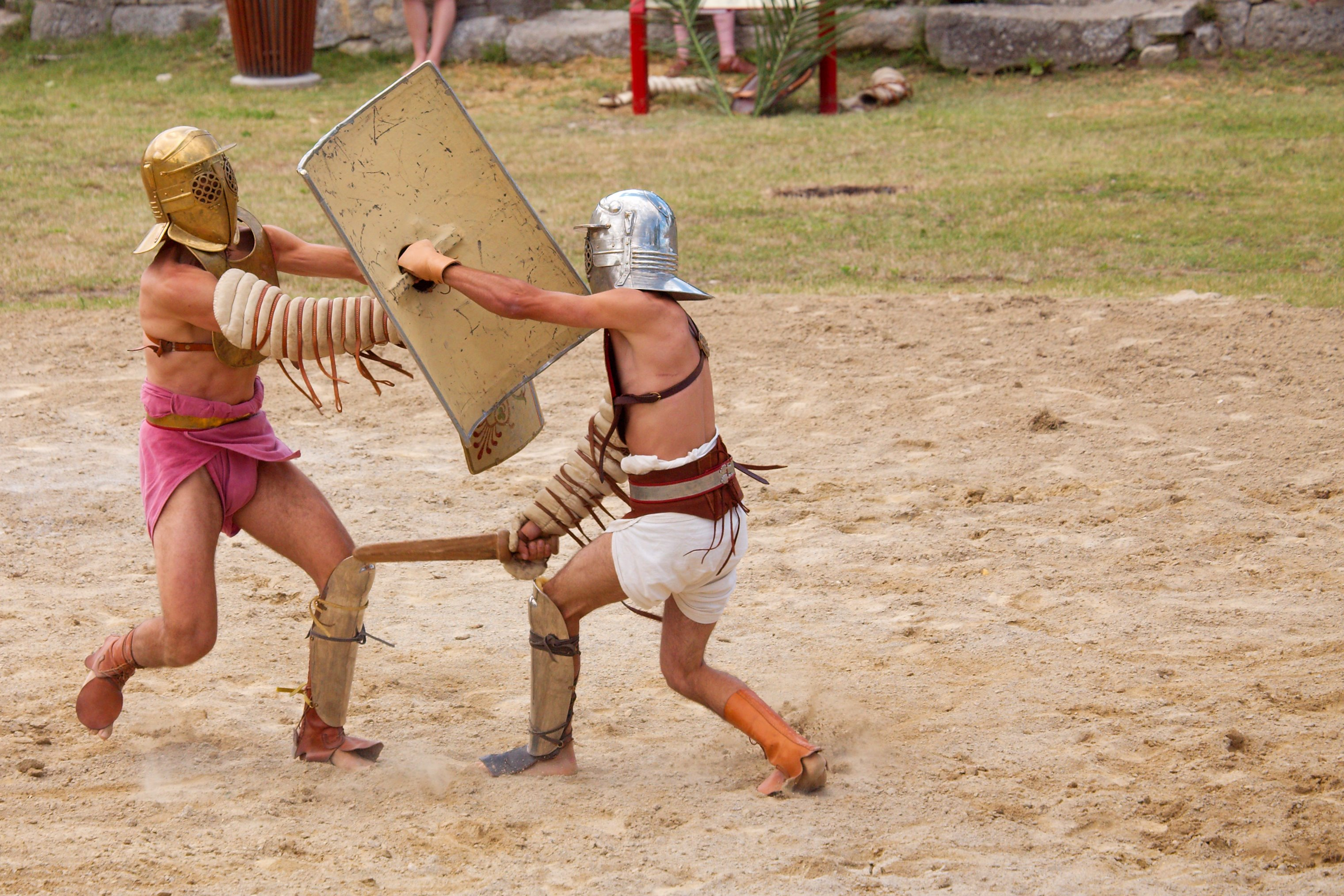
Gladiadores protegidos con manicas, antecedentes del brazal.
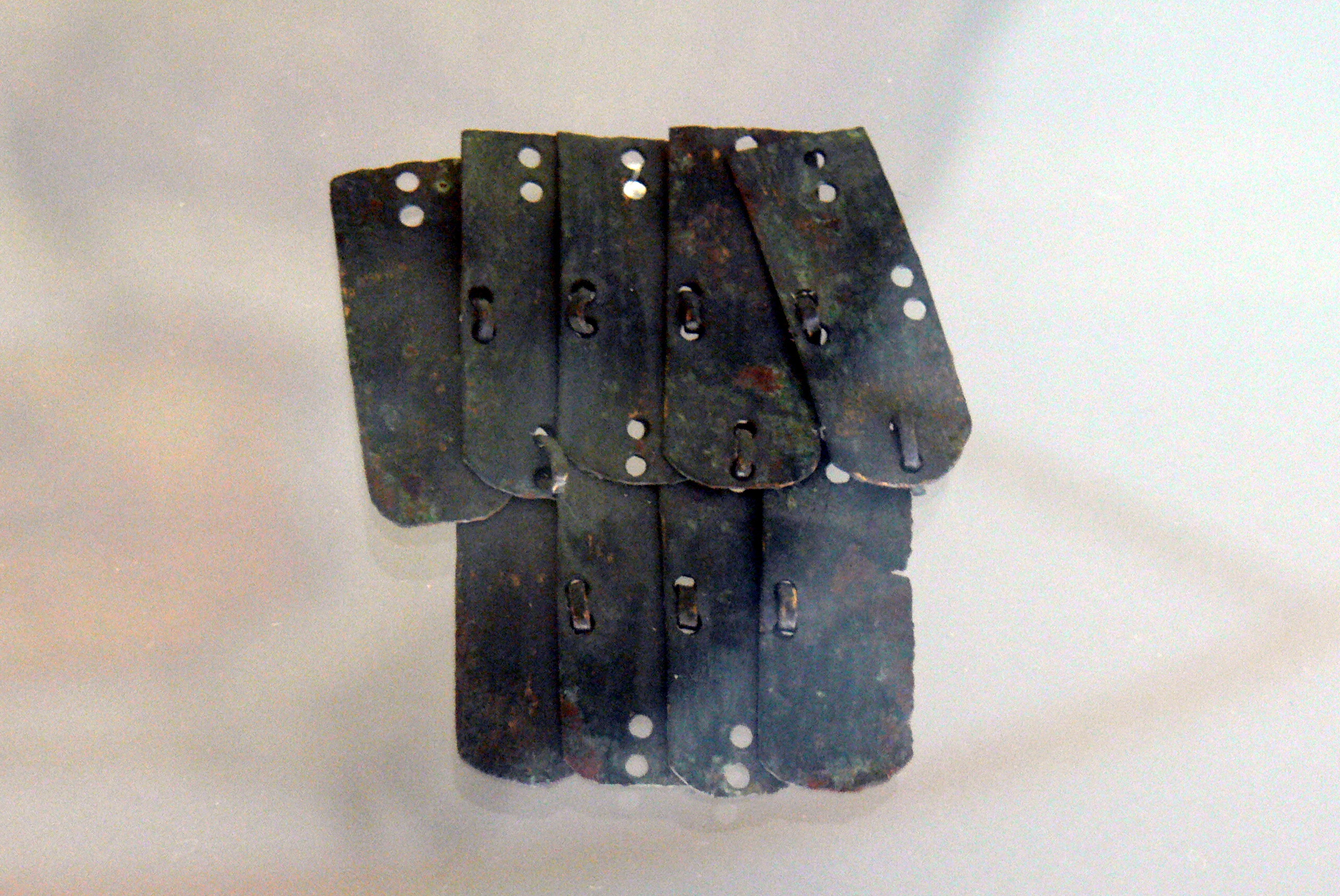
Placas de una brigantina.

## Formas
Había brazales sencillos, brazales dobles y completos. Estos últimos, es decir, los compuestos de avambrazo, codal y brazal, no aparecieron hasta el siglo XV, aunque en algunas estatuas sepulcrales francesas de mediados del siglo XIV se ven caracterizados brazales de esta clase.
También se usaron brazales con forma de espiral y otros de chapa arrollada sin llegar a juntarse sus bordes. De la primera clase existe uno en el Schlossmuseum de Linz (Austria), encontrado en Winnsbasch, cerca de aquella población.

## Evolución
Las piezas indicadas se unían entre sí por correas, y los primeros brazales cubrían también el hombro, aunque incompletamente, pero al levantar el brazo, el borde de hierro hería el hombro. Para evitarlo se articularon y acolcharon, hasta que se implantó la hombrera o guardabrazo.
Los brazales de torneo del siglo XV y principios del XVI eran de distinto tamaño, siendo más grande y fuerte el del brazo izquierdo, con los cañones abiertos, que se cerraban mediante charnelas. El codal y avambrazo eran muy grandes. La manopla (guantelete o mandilete) iba adherida al avambrazo y no estaba articulada. 
Las piezas de que se componían los brazales se adornaron con artísticas composiciones en las armaduras ornamentales.